# Amphioplus strongyloplax
Amphioplus strongyloplax är en ormstjärneart som först beskrevs av Hubert Lyman Clark 1911.  Amphioplus strongyloplax ingår i släktet Amphioplus och familjen trådormstjärnor. Inga underarter finns listade i Catalogue of Life.